# Гидропресс (ОКБ)
ОКБ «ГИДРОПРЕСС» — опытно-конструкторское бюро, разработчик атомных реакторов, в частности, энергетических реакторов ВВЭР. Входит в холдинг «Атомэнергомаш» — машиностроительный дивизион государственной корпорации «Росатом».

## История
28 января 1946 года подписано постановление СНК СССР № 229—100 сс/оп «О проектировании и подготовке оборудования Горно-обогатительного завода», положившее начало работам по созданию первого промышленного реактора. Приказом Народного комиссара тяжелого машиностроения Союза ССР от 1 февраля 1946 года при Машиностроительном заводе имени Орджоникидзе (ЗиО) организовано «Особое конструкторское бюро по конструкциям гидропаропрессового оборудования» (сокращённо ОКБ «Гидропресс» НКТМ, или КБ-10). Директором ОКБ назначен Б. М. Шолкович.
16 мая 1950 года принято постановление о строительстве Обнинской атомной электростанции, парогенератор и теплообменники для которой разрабатывались в ОКБ. 27 июня 1954 года осуществлён запуск этой первой в мире АЭС.
В 1955 году ОКБ была поручена разработка первого в стране водо-водяного реактора. Проект был реализован на Нововоронежской АЭС.
В 1958 году про проекту ОКБ изготовлено оборудование для «стенда 27/ВТ» — наземного прототипа установки с жидкометаллическим теплоносителем для атомных подводных лодок проекта 645, возведённого в Обнинске на промплощадке Физико-энергетического института. В 1961 году создатели стенда были удостоены Ленинской премии.
В 1964 году ОКБ «Гидропресс» было выделено из структуры ЗиО в самостоятельное предприятие.
В 1970-х годах разработаны уникальные промежуточные теплообменники «натрий — натрий» и парогенераторы для АЭС с реакторами на быстрых нейтронах типа БН-350 и БН-600.
В 2016 году ОКБ «Гидропресс» отмечает своё 70-летие. Предприятие и сейчас продолжает играть важную роль в атомной энергетике страны.

## Деятельность
ОКБ разрабатывает проекты реакторных установок ВВЭР с мощностями от 300 до 1700 МВт. Сооруженные по проектам ОКБ реакторы работают на 18 атомных станциях. На них установлено 23 энергоблока ВВЭР-440 и 28 энергоблоков ВВЭР-1000. ОКБ также разрабатывает проект ВВЭР-1500.
В рамках конверсионной программы ОКБ разрабатывает энергетические реакторы СВБР-100 и СВБР-10 со свинцово-висмутовым теплоносителем на основе аналогичных судовых реакторов.

## Награды
Орден Трудового Красного Знамени и орден Труда Чехословакии.